# Мюріель Зіберт
Мюріель Фей Зіберт (12 вересня 1928 , Клівленд, Огайо  — 24 серпня 2013 , Нью-Йорк, Нью-Йорк ) — американська підприємиця та банкірка. Перша жінка, яка працювала на Нью-Йоркській фондовій біржі, і перша жінка, яка очолила одну з фірм-членів NYSE. Вона приєдналася до 1365 чоловіків-учасників обміну 28 грудня 1967 року. Зіберт іноді називають «першою жінкою у сфері фінансів», хоча перед нею володіла брокерською компанією Вікторія Вудгалл.

## Життєпис
Мюріель Фей Зіберт народилася 1928 року в єврейській родині у Клівленді, штат Огайо в США.
Зіберт почала кар'єру, працюючи в різних брокерських компаніях. У 1967 році вона заснувала власну однойменну фірму Muriel Siebert & Co., Inc., починаючи з проведення досліджень для інституцій та купівлі-продажу даних фінансового аналізу. Того ж року вона подала заявку на місце на Нью-Йоркській фондовій біржі. З перших 10 інвесторів, яких вона попросила спонсорувати її заявку, 9 їй відмовили.
Сама NYSE перед розглядом заявки Мюріель Зіберт наполягала на новій умові. Підприємиця мала взяти кредит на 300 000 доларів в одному з комерційних банків за майже рекордною ціною 445 000 доларів США. Але банки відмовлялись позичати їй гроші, доки NYSE не погодиться прийняти її до своїх членів. Нарешті Зіберт обрали до складу членів Нью-Йоркської фондової біржі 28 грудня 1967 року. У 1975 році, коли Комісія з цінних паперів і бірж США вперше дозволила обговорювати рівень комісії брокера, сама Зіберт різко розкритикувала діяльність дисконтних брокерів. Внаслідок цього вона розмістила численні оголошення, називаючи дискаунтерів і їх ціни «низькими». У 1977 році Зіберт була призначена керуючою банків штату Нью-Йорк, з повноваженнями нагляду за всіма банками штату, регулюючи обіг в сумі близько 500 мільярдів доларів. Жоден банк не збанкрутував під час її керівництва, попри факти банкрутства по всій країні. Коли вона дізналася, що Г'ю Кері, тодішній губернатор Нью-Йорка, призначив її на цю посаду, Зіберт пригадала минуле та відповіла: «Міккі, ти пам'ятаєш, як ти покинув коледж. Ти непогано впорався з після того!»
Невдовзі після повернення до своєї фірми Зіберт балотувалася на первинних виборах від республіканців за місце в Сенаті, яке раніше обіймав Деніел Патрік Мойніган. За результатами голосів виборців Зіберт посіла друге місце після членкині Державної асамблеї Флоренс Салліван, яка програла Мойнігану в листопаді 1982 року. У середині 1990-х Siebert & Co. об'єдналася з меблевим холдингом J. Michael & Sons, який ліквідовувався, таким чином ставши публічною компанією. Зіберт залишалася на посаді президента фірми з однойменною назвою і продовжувала бути затребуваною експерткою фінансових ринків. Вона брала участь у документальному фільмі Risk/Reward 2003 року.

## Адвокація та благодійність
Зіберт була також активною захисницею прав жінок та меншин у своїй галузі. Вона підкреслювала: «Американський бізнес побачить, що жінки-керівниці можуть бути сильною конкурентною зброєю проти Японії, Німеччини та інших країн, які все ще обмежують свій резерв керівних кадрів 50-відсотковим представництвом жінок», додаючи, що «чоловіки на верхівці індустрії та уряду повинні бути більш готовими ризикнути розділити лідерство з жінками та представниками меншин, які не є просто клонами їхніх білих друзів-чоловіків. У ці швидко мінливі часи нам потрібні різні точки зору та досвід, нам потрібен розширений банк талантів. Справжній ризик полягає в тому, щоб продовжувати робити все так, як вони робили завжди».
У 1990 році Зіберт створила підприємницький благодійний план Siebert, за допомогою якого розділила половину прибутку своєї фірми від андеррайтингу нових цінних паперів з благодійними організаціями за вибором емітентів. Програма пропонує покупцям нових цінних паперів шанс допомогти благодійним організаціям у своїх громадах. Протягом 2006 року через цю програму було виділено понад 5 мільйонів доларів США. У 1998 році Зіберт працювала на посаді очільниці Нью-Йоркської жіночої організації. Під час її терміну повноважень NYWA розробила програму «Фінансова грамотність для жінок», яка діяла до її смерті.
Мюріель Зіберт була членкинею правління кількох благодійних організацій, зокрема Економічного клубу Нью-Йорка, Ділової ради штату Нью-Йорк, Ради бойскаутів Америки Великого Нью-Йорка, Музею Гільдії та інших.

## Нагороди та визнання
У 1969 році Мюріель Зіберт отримала нагороду «Golden Plate Award» Американської академії досягнень.
У 1981—1983 роках Бонні Тібурзі влаштувала три ланчі «Women of Accomplishment» для клубу Wings на честь найвидатніших на її думку жінок, до кола яких увійшла й Зіберт.
На честь 30-річчя діяльності Зіберт на Нью-Йоркській фондовій біржі 5 січня 1998 року вона одержало право зробити дзвінок про закриття роботи біржі. Подібним чином, 28 грудня 2007 року, рівно через 40 років після її обрання членкинею Нью-Йоркської фондової біржі, вона також взяла участь у цій церемонії.
У 1994 році Мюріель Зіберт було введено до Національної зали слави жінок .
У 2009 році вона була введена до Зали слави бізнесу США Junior Achievement.
21 травня 2010 року в Вагнерівському коледжі під час 123-ї церемонії випуску Зіберт отримала звання почесного доктора. Загалом їй присвоєно 17 почесних докторських ступенів.
У 2016 році Siebert Hall на Нью-Йоркській фондовій біржі було назвали її іменем. Це був перший випадок, коли приміщення на Нью-Йоркській фондовій біржі було названо на честь людини.

## Особисте життя
Мюріель Зіберт народилася в Клівленді, штат Огайо, 12 вересня 1928 року . З 1949 по 1952 рік вона відвідувала Університет Західного резерву (нині Західний резервний університет Кейса), але полишила його, коли її батько захворів. 
Мюріель Зіберт ніколи не одружувалась і не мала дітей.

## Смерть
24 серпня 2013 року Мюріель Зіберт померла на 85-му році життя від ускладнень раку в онкологічному центрі Memorial Sloan-Kettering. У неї залишилася сестра Елейн Зіберт.